# Ace of Spades (album)
Ace of Spades je četrti studijski album skupine Motörhead, ki je izšel 8. novembra 1980. Naslovni singl, ki je izšel pred tem, se je povzpel na 15. britanske lestvice singlov. Sam album je prišel novembra na 4. mesto britanske lestvice albumov in dosegel zlat status po prodaji.

## Seznam skladb
1. »Ace of Spades« - 2:49
2. »Love Me Like a Reptile« - 3:23
3. »Shoot You in the Back« - 2:39
4. »Live to Win« - 3:37
5. »Fast and Loose« - 3:23
6. »(We Are) The Road Crew« - 3:12
7. »Fire Fire« - 2:44
8. »Jailbait« - 3:33
9. »Dance« - 2:38
10. »Bite the Bullet« - 1:38
11. »The Chase Is Better Than the Catch« - 4:18
12. »The Hammer« - 2:48

CD bonus skladbe
1. »Dirty Love« - 2:57
2. »Please Don't Touch« - 2:49
3. »Emergency« - 3:00